# Sanctuaire Notre-Dame-de-Lorette de Rio de Janeiro
Pour les articles homonymes, voir sanctuaire Notre-Dame-de-Lorette.
Le sanctuaire Notre-Dame-de-Lorette de Rio de Janeiro est une église située dans le quartier de Jacarepaguá à Rio de Janeiro au Brésil, à laquelle l’Église catholique donne le statut de sanctuaire national depuis 1970,. Elle est rattachée à l’archidiocèse de São Sebastião do Rio de Janeiro.

## Historique
La région se développe au XVIIe siècle, sous domination portugaise, pour la culture de la canne à sucre. La paroisse Notre-Dame-de-Lorette-et-Saint-Antoine de Jacarepaguá est séparée en 1661 de celle de Notre-Dame-de-la-Présentation d’Irajá, et une première église paroissiale est créée en 1664. Elle est rapidement[Quand ?] remplacée par une seconde, inspirée de l’église Notre-Dame-de-la-Présentation (pt) d’Irajá. Elle subit diverses modifications intérieures et extérieures au XIXe siècle et au début du XXe siècle. En 1970, la Conférence nationale des évêques du Brésil lui donne le statut de sanctuaire national.

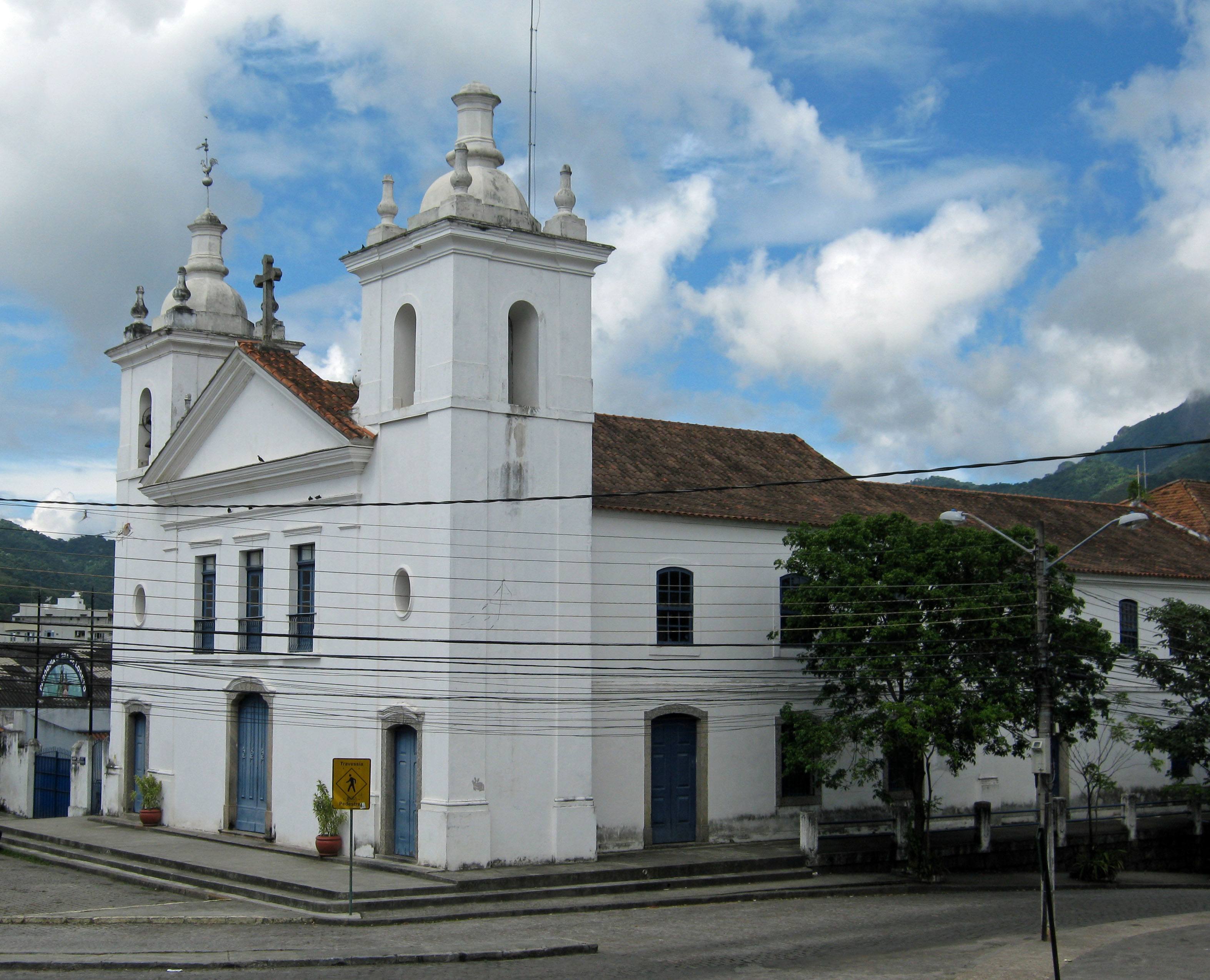
Vue générale de l’église.